# Ana Deus
Ana Deus (Santarém, 11 de abril de 1963) é uma cantora portuguesa, vocalista dos Três Tristes Tigres e ex-membro dos Ban. Vive no Porto desde 1981. 

## Biografia
Integra os Ban em 1987 como segunda voz, ao lado de João Loureiro.
Por esta altura trabalha e colabora com a poetisa Regina Guimarães na autoria de 
canções para teatro e vídeo, nascendo desta colaboração o primeiro álbum dos Três Tristes Tigres, em 1993.
Em 2003, participa no álbum Acordar, dos Rádio Macau no tema "Nós Também".
Em 2005, colabora no álbum Amália Revisited, com João Pedro Coimbra, em "Medo (Susto)", e em 2007 com os Dead Combo, no tema "Trova do Vento Que Passa", parte do álbum Adriano Aqui e Agora - O Tributo..
Outros projetos em que participou incluem Osso Vaidoso, em 2010, com Alexandre Soares; Bruta, em 2015, com Nicolas Tricot; e Ruído Vário, em 2017, com Luca Argel.
Ana Deus tem vindo a musicar poesia de autores variados, tais como Alberto Pimenta, Ernesto de Melo e Castro, Fernando Pessoa, Camilo Pessanha, Bocage, Camões, Natália Correia, Judith Teixeira, Ângelo de Lima, Mário de Sá Carneiro, Sylvia Plath, Rainer Maria Rilke, William Blake e Regina Guimarães.
Em 2022, realizou uma colaboração com Marta Abreu denominada "Eu fui silêncio", performance poética e musical centrada na leitura de textos de autoras censuradas.